# Robertsfors
Robertsfors é uma pequena cidade da província histórica da Västerbotten.
Está situada a 53 km a norte da cidade de Umeå, e a oeste da E4. 
Tem 2 038 habitantes (2018) e é a sede do município de Robertsfors, no condado da Västerbotten situado no norte da Suécia.